# House of Flamingo
House of Flamingo je hrvatski izvedbeni umjetnički sastav, kolektiv i udruga koja promiče koncept queera. Cilj kolektiva je proširiti i osnažiti izvedbe draga i queera na području Zagreba, Hrvatske i okolice. 
Prvi nastup održali su u sklopu Zagreb Pride Week-a 2013. godine te od tada organiziraju nastupe queer umjetničkog sadržaja, štićenja i proširivanja interesa LGBTIQ zajednice. House of Flamingo gostovao je u Ljubljani, Beogradu, Sarajevu, Skoplju, Podgorici, Splitu, Rijeci, Poreču, Puli, Opatiji, a od 2014. godine, organiziraju festival pod imenom DRAGram, te show S.R.C.E., od 2017. godine, s kojim je kolektiv gostovao i u Londonu.
Kolektiv House of Flamingo u 2020. godini. čine izvođačice draga Colinda Evangelista, Entity, Roxanne i Spazam Orgazam te suosnivač i izvođač poznat pod umjetničkim imenom Sorel (odgovoran za organizaciju i produkciju). Plesni tim Flamboyance redovito nastupa uz kolektiv. Među bivšim izvođači(ca)ma i drag suradnici(a)ma su: Dekadenca, Galaxy Diva, LeFilip, Pearl te suosnivač Mr.E.

## Festivali i nastupi

### DRAGram (2014. - )
DRAGram je festival drag kulture i umjetnosti koji se od 2014. godine održava redovito, na godišnjoj bazi. U sklopu promoviranja i povezivanje domaće te regionalne, također promovira i inozemnu drag kulturnu scenu. Shodno je tome uz domaća lica, program godišnje ispunjen i gostima iz inozemstva.
- DRAGram (2014.) - Na prvom izdanju festivala, cilj je bio započeti i približiti opće znanje o drag i queer izvedbenoj kulturi. Gosti prvog izdanja festivala, bili su drag izvođači iz šire hrvatske regije, francuska kraljica vogue-a Lasseindra Ninja te globalno poznata drag kraljica Alaska Thunderfuck iz SAD-a.[2]

- DRAGram (2015.) - Druga godina okrenula se strujama koje su zaslužne za razvoj drag umjetnosti kao takve, kao i oblikovanje izvedbenih identiteta i izričaja queer kulture - komediji i campu. Uz domaće izvođačice; Colindu Evangelistu, Dekadencu, Galaxy Divu, Le Filip, Roxanne i Spazam Orgazam, u programu su im se pridružile i senzacije iz Velike Britanije: Joe Black i Meth.[3]

- DRAGram Club Kid (2016.) - Treće izdanje posvećeno je Club Kid pokretu, struji u drag-u, koja je suprotna onoj gdje drag predstavlja vjernu iluziju žene. Uz izvođačice kolektiva House of Flamingo; Colinda Evangelista, Entity, Galaxy Diva, Le Filip, Roxanne i Spazam Orgazam, nastupile su i gošće festivala: Cheddar Gorgeous i Anna Phylactic (mančesterski drag kolektiv The Family Gorgeous).[4]

- DRAGram Iconic (2017.) - Četvrta godina festivala DRAGram bila je posvećena velikim ženama iz popularne kulture koje su svojim djelovanjem utjecale na emancipaciju queer zajednice te na njihovu društvenu vidljivost. Ove je godine gošća festivala bila izvođačica iz Velike Britanije Virgin Xtravaganzah.[5]

- DRAGram FreakShow (2018.) - Peto izdanje festivala bilo je inspirirano temom Noći vještica. Budući da mnoge drag izvođačice najranija iskustva u drag-u pamte kao iskustva kostimiranja te prisvajanja nekih drugih identiteta, a što se povezuje uz Noć vještica, DRAGram je bio posvećen ovom danu, koji ne postavlja granice slobodi i mašti. Osim domaćih izvođačica; Colinde Evangeliste, Entity, Roxanne i Spazam Orgazam, za peto izdanje festivala su ugostili senzaciju Donna Trump te Joe Black.[6]

- DRAGram Boudoir (2019.) - Šesto izdanje bilo je posvećeno temama izvedbenih izričaja burleske i boylesque. Na ovom se izdanju DRAGram-a publici trudilo približiti sam pojam burleske, koja je okarakterizirana izvedbenim aranžmanima u kojima je prisutno zavođenje kroz humor, satiru i erotiku. Uz standardan postav izvođačica House of Flamingo; Colinde Evangeliste, Entity, Roxanne, Spazam Orgazam te plesni tim Flamboyance, na šestom su izdanju DRAGram-a gostovale dvije burleskne zvijezde: Miss Betsy Rose, prestižna londonska izvođačica te izvođač u području boylesque Dave "The Legend" Bear.[7]
- DRAGram Svatovi (2020.) - Sedmo izdanje zbog epidemioloških mjera usred pandemije Covid-19 virusa po prvi je put održano na otvorenom, van klupskog prostora, te je svojom temom i izvedom kritizirao aktualne epidemiološke mjere i lokalitete na kojima su dozvoljena veća okupljanja. U izvedbi su sudjelovale Colinda Evangelista, Entity, Roxanne i Spazam Orgazam.[8]

### S.R.C.E. (2017. - )
S.R.C.E. je drag show spektakl koji kolektiv organizira za Valentinovo. Ime je akronim izvođačica: Spazam Orgazam, Roxanne, Colinda Evangelista i Entity. S.R.C.E. je nastalo kao odgovor na manjak queer kulturnih i izvedbenih sadržaja, a u skladu s temom, podsjećaju kako ljubav dolazi u raznim oblicima. Kolektiv je u veljači 2021. najavio kako će novo izdanje izvedbe S.R.C.E. biti distribuirano online, putem YouTube kanala i društvenih mreža kolektiva.

### Fanny Pack
Fanny Pack je scenski klupski program koji je organiziran od strane kolektiva House of Flamingo u sklopu zagrebačkog PRIDE-a. Program se održava nakon Povorke ponosa.

## Vanjske poveznice
- Gendernet: o House of Flamingo
- Kulturpunkt članci o House of Flamingo  Arhivirana inačica izvorne stranice od 19. veljače 2021. (Wayback Machine)
- YouTube kanal